# Сятищки църковен музей
Сятищкият църковен музей (на гръцки: Εκκλησιαστικό Μουσείο Σιάτιστας) е музей, разположен в югозападномакедонското градче Сятища, Северна Гърция.
Музеят е разположен на 144 m² в нова сграда, пред Сятищката митрополия. Експонатите включват снимки, гравюри, предмети, книги, църковни одежди, събрани от храмовете и манастирите в региона. Музеят е на Сисанийската и Сятищка митрополия под надзора на 11 Ефория за византийски старини.